# Zbiczno
Zbiczno è un comune rurale polacco del distretto di Brodnica, nel voivodato della Cuiavia-Pomerania.
Ricopre una superficie di 132,9 km² e nel 2004 contava 4 501 abitanti.